# 힐다 본
힐다 본(Hilda Vaughn, 1898년 12월 27일 ~ 1957년 12월 28일)은 미국의 배우, 영화배우, 연극 배우이다.
볼티모어에서 태어났으며 볼티모어에서 사망하였다.

## 영화
- 데인저-러브 앳 워크 (1937년)
- 캡틴 재뉴어리 (1936년)
- 트레일 오브 더 론섬 파인 (1936년)
- 웨딩 나이트 (1935년)
- 투데이 위 리브 (1933년)
- 8시 석찬 (1933년)